# 大島東公園 (郡山市)
大島東公園（おおしまひがしこうえん）は、福島県郡山市並木一丁目にある都市公園（街区公園）である。かつては幼児用の無料プールがあった。

## 概要
1973年開設。総面積約0.66ヘクタール。
1980年（昭和55年）6月20日、国際児童年を記念してコミュニティプール（幼児用プール）が設置された。プールは7月から8月までの月曜日を除く毎日利用可能で、利用できるのは保護者同伴でオムツが取れた小学一年生以下の子供、料金は無料。
2017年（平成29年）をもって、施設の老朽化によりコミュニティプールを廃止。
なお、コミュニティプール以外には、砂場、ブランコ、シーソー、滑り台、鉄棒などの遊具の他、ボールを投げてぶつけるための壁などがあり、これらは季節に関係なく使用可能である。

## アクセス
- 郡山駅10番バス乗り場より西の内経由のバスで西の内2丁目下車